# Kisom
Kisom (em persa: كيسم, romanizada como Kīsom; também conhecida como Keysūm, Kīsūm, Kisum e Pā’īn Maḩalleh-ye Kīsūm) é uma aldeia do distrito rural de Kisom, situada no distrito central de Astaneh-ye Ashrafiyeh, na província de Gilan, no Irã. No censo de 2006, sua população era de 1 671, em 584 famílias.